# Мишенков, Григорий Васильевич
Григо́рий Васи́льевич Мишенко́в (1907—1965) — советский деятель промышленности и науки, инженер-химик. Герой Социалистического Труда. Лауреат Ленинской премии.

## Биография
Родился 3 (16 декабря) 1907 года в Херсоне (ныне Украина) в семье извозчика.
В 1917 году окончил четыре класса школы, затем учился в рабочей школе.
С 1922 года учился в Херсонской профшколе.
С 1925 года — слесарь Херсонский завод сельскохозяйственного машиностроения имени Петровского. В этом же поступил в Одесский химический институт, окончил его в 1930 году.
С 1930 года начал работу в городе Сталино на азотном заводе, долгое время там работал, стал заместителем главного инженера завода.
С 1937 года — заместитель главного инженера азотно-тукового завода в Горловке. В 1939 году стал заместителем главного инженера, затем главным инженером Кемеровского азотно-тукового завода.
Член ВКП(б) с 1941 года. В начале 1942 года стал заместителем, а затем главным инженером азотно-тукового завода в городе Березники (Пермская область).
Во время Великой Отечественной войны проявил организаторский талант, в сложных условиях без снижения объёмов производства руководил внедрением на заводе новых технологий. В 1948 году занял должность начальника предприятия «Главазот». Кандидат технических наук (1948).
В 1948 году переведён на работу в атомную отрасль, на комбинат № 817 в Челябинской области, занимавшийся выработкой плутония для военной промышленности. С декабря 1948 года — заместитель главного инженера, 1 декабря 1949 года назначен главным инженером, в ноябре 1957 года стал исполняющим обязанности, а в феврале следующего года — директором комбината.
В марте 1960 года занял должность главного инженера, заместителя начальника 4-го Главного управления МСМ СССР. Внёс вклад в совершенствование технологических процессов радиохимических и химико-металлургических заводов по производству оружейного плутония.
Умер 6 июня 1965 года. Похоронен в Москве на Новодевичьем кладбище (участок № 6).

Могила Мишенкова на Новодевичьем кладбище Москвы.

## Награды и почётные звания
- Герой Социалистического Труда (7 марта 1962 года) — за выдающиеся заслуги в развитии советской атомной промышленности и создание новых видов вооружений
- Ленинская премия (1961 год)
- Сталинская премия второй степени (1948) — за коренное усовершенствование технологии получения химических продуктов
- Сталинская премия первой степени (1949) — за освоение производства плутония.
- Сталинская премия (1951 год) — за научно-техническое руководство проектными и конструкторскими работами заводов №2 и 4 и успешное освоение комбината №817:
- Сталинская премия первой степени (1953 год) — за разработку и промышленное освоение методов выделения и переработки трити
- три ордена Ленина (29.10.1949; 4.1.1954; 7.3.1962)
- два ордена Трудового Красного Знамени (21.8.1953; 11.9.1956)
- орден «Знак Почёта» (8.5.1943)
- медаль «За доблестный труд в Великой Отечественной войне 1941-1945 гг.»

## Память
- В городе Озерск (Челябинская область) в честь героя названа улица, на доме, где жил Мишенков (при пересечении улицы Ленина и Мишенкова) установлена мемориальная доска (открыта в 1973 году)[3].